# Poeci polskiej piosenki: Jeśli wiesz co chcę powiedzieć…
Poeci polskiej piosenki: Jeśli wiesz co chcę powiedzieć… – dwupłytowa kompilacja polskiej piosenkarki Katarzyny Nosowskiej, wydana 22 marca 2019 nakładem wytwórni Magic Records. Jest częścią cyklu wydawniczego Poeci polskiej piosenki. Znalazły się na niej utwory z tekstami, do których Nosowska napisała teksty, w wykonaniu jej samej (w tym w ramach zespołu Hey) i innych wykonawców.
Album zajmował przez dwa tygodnie 1. miejsce listy sprzedaży OLiS. Związek Producentów Audio-Video certyfikował go złotą płytą za sprzedaż 15 tysięcy egzemplarzy.

## Lista utworów
Opracowano na podstawie poligrafii dołączonej do albumu.
| Płyta druga | Płyta druga                                      | Płyta druga                          | Płyta druga                        | Płyta druga | Płyta druga |
| Nr          | Tytuł utworu                                     | Wykonawca                            | Muzyka                             | Rok         | Długość     |
| ----------- | ------------------------------------------------ | ------------------------------------ | ---------------------------------- | ----------- | ----------- |
| 1.          | „Błysk.adło”                                     | Hey, gościnnie: Dawid Podsiadło      | Marcin Macuk                       | 2017        | 3:44        |
| 2.          | „Świat jest niewierny”                           | Justyna Steczkowska                  | Justyna Steczkowska                | 2000        | 4:22        |
| 3.          | „Moja i twoja nadzieja”                          | Hey, gościnnie: Edyta Bartosiewicz   | Piotr Banach                       | 1993        | 4:29        |
| 4.          | „Kto tam? Kto jest w środku?”                    | Hey                                  | Paweł Krawczyk, Katarzyna Nosowska | 2017        | 3:16        |
| 5.          | „Stutonowo”                                      | Sara Brylewska                       | Jacek Chrzanowski                  | 2014        | 3:30        |
| 6.          | „Pół oddechu”                                    | Krzysztof Kiljański i Iza Kowalewska | Andrzej Smolik                     | 2014        | 3:59        |
| 7.          | „Pani pasztetowa” (wersja demo)                  | Katarzyna Nosowska                   | Piotr Banach                       | 1996        | 2:58        |
| 8.          | „Miłość! Uwaga! Ratunku! Pomocy!” (Smolik remix) | Hey                                  | Paweł Krawczyk, Katarzyna Nosowska | 2010        | 4:09        |
| 9.          | „Z daleka od trosk”                              | Krzysztof Krawczyk                   | Paweł Krawczyk                     | 2004        | 3:35        |
| 10.         | „Sic!”                                           | Marek Dyjak                          | Jacek Chrzanowski                  | 2012        | 2:57        |
| 11.         | „Niekoniecznie o mężczyźnie”                     | Hey                                  | Piotr Banach                       | 1994        | 3:51        |
| 12.         | „To trzeba lubić”                                | Hey                                  | Marcin Żabiełowicz                 | 1997        | 5:09        |
| 13.         | „Teksański”                                      | Hey                                  | Piotr Banach                       | 1993        | 2:43        |
|             |                                                  |                                      |                                    |             | 48:42       |